# Congruència (relativitat general)
En relativitat general, una congruència (més pròpiament, una congruència de corbes) és el conjunt de corbes integrals d'un camp vectorial (que no s'anul·la enlloc) en una varietat lorentziana de quatre dimensions que s'interpreta físicament com un model de l'espai-temps. Sovint aquesta varietat es considerarà una solució exacta o aproximada de l'equació de camp d'Einstein.

## Tipus de congruències
Les congruències generades per camps vectorials de tipus temps, nuls o espai que no s'anul·len enlloc s'anomenen de tipus temps, nul o espai, respectivament.
Una congruència s'anomena congruència geodèsica si admet un camp vectorial tangent {\displaystyle {\vec {X}}} amb derivada covariant nul·la, {\displaystyle \nabla _{\vec {X}}{\vec {X}}=0}.

## Relació amb camps vectorials
Les corbes integrals del camp vectorial són una família de corbes parametritzades que no es tallen i que omplen l'espai-temps. La congruència consisteix en les corbes mateixes, sense referència a una parametrització particular. Molts camps vectorials diferents poden donar lloc a la mateixa congruència de corbes, ja que si {\displaystyle f} és una funció escalar que no s'anul·la enlloc, aleshores {\displaystyle {\vec {X}}} i {\displaystyle {\vec {Y}}=\,f\,{\vec {X}}} donen lloc a la mateixa congruència.
Tanmateix, en una varietat lorentziana, tenim un tensor mètric, que selecciona un camp vectorial preferit entre els camps vectorials que són a tot arreu paral·lels a un camp vectorial de tipus temps o espai donat, és a dir, el camp de vectors tangents a les corbes. Aquests són camps vectorials unitaris de tipus temps o espai, respectivament.

## Interpretació física
En relativitat general, una congruència temporal en una varietat lorentziana de quatre dimensions es pot interpretar com una família de línies d'univers de certs observadors ideals en el nostre espai-temps. En particular, una congruència geodèsica de tipus temporal es pot interpretar com una família de partícules de prova en caiguda lliure.
Les congruències nul·les també són importants, en particular les congruències geodèsiques nul·les, que es poden interpretar com una família de raigs de llum que es propaguen lliurement.
Avís: la línia de món d'un pols de llum que es mou en un cable de fibra òptica no seria en general una geodèsica nul·la, i la llum en l'univers primerenc (l'època dominada per la radiació) no es propagava lliurement. La línia de món d'un pols de radar enviat des de la Terra passant pel Sol fins a Venus, tanmateix, es modelaria com un arc geodèsic nul. En dimensions diferents de quatre, la relació entre les geodèsiques nul·les i la "llum" ja no es compleix: si la "llum" es defineix com la solució de l'equació d'ona laplaciana, aleshores el propagador té components nul·les i similars al temps en dimensions espai-temps imparells i ja no és una funció delta de Dirac pura en dimensions espai-temps parells superiors a quatre.

## Descripció cinemàtica
Descriure el moviment mutu de les partícules de prova en una congruència geodèsica nul·la en un espai-temps com el buit de Schwarzschild o la pols FRW és un problema molt important en la relativitat general. Es resol definint certes quantitats cinemàtiques que descriuen completament com les corbes integrals d'una congruència poden convergir (divergir) o girar l'una al voltant de l'altra.
Cal destacar que la descomposició cinemàtica que estem a punt de descriure és matemàtica pura vàlida per a qualsevol varietat lorentziana. Tanmateix, la interpretació física en termes de partícules de prova i acceleracions de marea (per a congruències geodèsiques semblants al temps) o llapis de raigs de llum (per a congruències geodèsiques nul·les) només és vàlida per a la relativitat general (interpretacions similars poden ser vàlides en teories estretament relacionades).

### La descomposició cinemàtica d'una congruència temporal
Considerem la congruència temporal generada per algun camp vectorial unitari temporal X, que hauríem de considerar com un operador diferencial parcial lineal de primer ordre. Aleshores, els components del nostre camp vectorial ara són funcions escalars donades en notació tensorial escrivint {\displaystyle {\vec {X}}f=f_{,a}\,X^{a}}, on f és una funció suau arbitrària. El vector d'acceleració és la derivada covariant {\displaystyle \nabla _{\vec {X}}{\vec {X}}} ; podem escriure els seus components en notació tensorial com:
{\displaystyle {\dot {X}}^{a}={X^{a}}_{;b}X^{b}}
A continuació, utilitzant {\displaystyle {X_{b}}{X^{b}}=-1}, observeu que l'equació:
{\displaystyle \left({\dot {X}}^{a}\,X_{b}+{X^{a}}_{;b}\right)\,X^{b}={X^{a}}_{;b}\,X^{b}-{\dot {X}}^{a}=0}
significa que el terme entre parèntesis a l'esquerra és la part transversal de {\displaystyle {X^{a}}_{;b}}. Aquesta relació d'ortogonalitat només es compleix quan X és un vector unitari de tipus temps d'una varietat lorentziana. No es manté en un entorn més general. Escriu:
{\displaystyle h_{ab}=g_{ab}+X_{a}\,X_{b}}
per al tensor de projecció que projecta els tensors a les seves parts transversals; per exemple, la part transversal d'un vector és la part ortogonal a {\displaystyle {\vec {X}}}. Aquest tensor es pot veure com el tensor mètric de la hipersuperfície els vectors tangents de la qual són ortogonals a X. Així, hem demostrat que:
{\displaystyle {\dot {X}}_{a}\,X_{b}+X_{a;b}={h^{m}}_{a}\,{h^{n}}_{b}X_{m;n}}
A continuació, descomponem això en les seves parts simètrica i antisimètrica:
{\displaystyle {\dot {X}}_{a}\,X_{b}+X_{a;b}=\theta _{ab}+\omega _{ab}}
Aquí:
{\displaystyle \theta _{ab}={h^{m}}_{a}\,{h^{n}}_{b}X_{(m;n)}}
{\displaystyle \omega _{ab}={h^{m}}_{a}\,{h^{n}}_{b}X_{[m;n]}}
es coneixen com a tensor d'expansió i tensor de vorticitat, respectivament.